# Christoffel Jacob Bouwkamp
Christoffel Jacob Bouwkamp (* 26. Juni 1915 in Hoogkerk; † 23. Februar 2003 in Eindhoven) war ein niederländischer angewandter Mathematiker und theoretischer Physiker, bekannt für Forschungen zur Beugungstheorie.

## Leben
Er studierte an der Universität Groningen mit dem Doctoraalexamen cum laude 1938 in Mathematik, Mechanik und theoretischer Physik. Noch als Student veröffentlichte er fünf Arbeiten. 1939/40 leistete er seinen Militärdienst. 1941 wurde er bei Frits Zernike in Groningen mit einer Arbeit über Beugung an runden Löchern promoviert (Theoretische en numerieke behandeling van de buiging door een ronde opening). Schon in seiner Dissertation legte er Wert auf eine algorithmische Behandlung mit strengen Genauigkeitsabschätzungen. Er lehrte kurz in Groningen und ging im März 1941 an die Philips Forschungslaboratorien in Eindhoven, wo er den Rest seiner Karriere bis zum Ruhestand 1975 blieb und wo er Gruppenleiter wurde und nach seiner Pensionierung Berater. Außerdem war er außerordentlicher Professor für Angewandte Mathematik an der Universität Utrecht (1955 bis 1958) und an der TU Eindhoven (1958 bis 1980).
Bei Philips arbeitete er unter anderem über Antennentheorie. Bekannt ist ein Aufsatz mit Nicolaas Govert de Bruijn von 1946 über die Schlecht-Gestelltheit des Problems der optimalen Stromverteilung in einer Drahtantenne. Sein Hauptarbeitsgebiet, das ihn bekannt machte, war aber die Beugungstheorie, über die er 1954 eine große Arbeit veröffentlichte. Darin rechnete er auch mit Fehlern in der Behandlung bei Hans Bethe und Edward Thomas Copson ab. Der Streit wurde in den Mathematical Reviews geführt, bei denen Bouwkamp ein oft streitbarer Mitarbeiter (Rezensent von 1947 bis 1980) war.
Schon seit den 1940er Jahren befasste er sich mit Unterhaltungsmathematik und veröffentlichte darüber, zum Beispiel über die Zerlegung von Rechtecken in Quadrate (darunter die Quadratur des Quadrates) oder über Pentomino-Probleme. Er korrespondierte mit William Tutte in den 1940er Jahren über das Problem der Zerlegung von Rechtecken in Quadrate und setzte auch früh Computer dafür ein. Sein Doktorand A. J. W. Duijvestijn (1927–1998) promovierte darüber bei ihm 1962 in Eindhoven.
1960 wurde er Mitglied der Königlich Niederländischen Akademie der Wissenschaften. Er war seit 1947 Mitglied der American Mathematical Society.
Er war ein leidenschaftlicher Briefmarken- und Münzensammler. Er war seit 1943 mit Alida Hendrika van der Veer verheiratet und hatte eine Tochter.

## Kepler-Bouwkamp-Konstante
Nach ihm und Johannes Kepler ist die Kepler-Bouwkamp Konstante benannt. Sie ist der Radius des Grenzkreises, den man durch folgenden Grenzprozess erhält: Man schreibe einem Kreis vom Radius 1 ein gleichseitiges Dreieck ein, dem wieder ein Kreis, dem Kreis ein gleichseitiges Viereck usw.
Der Wert ist: 
{\displaystyle \prod _{k=3}^{\infty }\;\cos {\frac {\pi }{k}}=0{,}114\;942\;044\;8\dots .}

## Schriften
- Diffraction theory, Reports on Progress in Physics, Band 17, 1954, S. 35–100
- mit Nicolaas Govert de Bruijn: The problem of optimum antenna current distribution, Philips Research Reports, Band 1, 1946, S. 135–158
- On the freely vibrating circular disk and the diffraction by circular disks and holes, Physica, Band 16, 1950, S. 1–16
- On the diffraction of electromagnetic waves by small circular disks and holes, Philips Research Reports, Band 5, 1950, S. 401–422
- On Bethe's theory of diffraction by small holes, Philips Research Reports, Band 5, 1950, S. 321–332